# Dianthus burchellii
Dianthus burchellii är en nejlikväxtart som beskrevs av Nicolas Charles Seringe. Dianthus burchellii ingår i släktet nejlikor, och familjen nejlikväxter. Inga underarter finns listade i Catalogue of Life.